# 회르뒤르 마그누손
회르뒤르 비외르그빈 마그누손(아이슬란드어: Hörður Björgvin Magnússon, 1993년 2월 11일 ~ )는 파나티나이코스에서 뛰는 아이슬란드의 축구 선수다.

## 클럽 경력

### 초기 경력
아이슬란드 레이캬비크에서 태어난, 마그누손은 1998년에 크나트츠피르드뉘비엘라이이드 프람 유소년팀에서 축구 경력을 시작했다. 그는 2010까지 유소년팀에 있었으나, 2009-10년 시즌에 6번의 1군팀 출전에 그쳤으며, 그의 데뷔전은 2009년 8월 30일에 KR 원정 경기에서 0-3으로 패한 경기에서 치렀다.
그는 이탈리아와 유럽의 강팀 유벤투스로 이적하는 2011년까지 그의 고향팀에 잔류했다.

### 유벤투스
2011년 7월 23일, 마그누손은 공식적으로 유벤투스로 이적하였고, 팀의 유소년팀에 등록하였다. 2011–12, 2012–13 시즌을 프리마베라(20세 이하)에서 보낸 후, 마그누손은 2013-14 시즌을 앞두고 1군팀으로 승격하였다. 처음에는 1군팀의 훈련 캠프에 합류했었으나, 마그누손은 곧 세리에 B의 스페치아 칼초로 2014년 8월 5일에 만료되는. 공동 소유 계약을 통해 이적하였다. 그는 2013년 9월 24일에 1-2로 승리한 테르나나전에서 세리에 B 데뷔전을 치렀다. 그는 리그에서 20경기를 뛰며 최종적으로 팀의 플레이오프 자리까지 올라가는 데 기여를 했고, 시즌 후에 열린 모데나전에서 0-1로 패하며 탈락했다.
2014년 6월, 유벤투스는 스페치아에 팔았던 선수의 권리 마그누손의 권리 50%를 1년 일찍 사들였고, 곧바로 2014년 7월 23일에 그를 AC 체세나로 임대를 보냈다.